# Spółka Przesławski i Cierniak

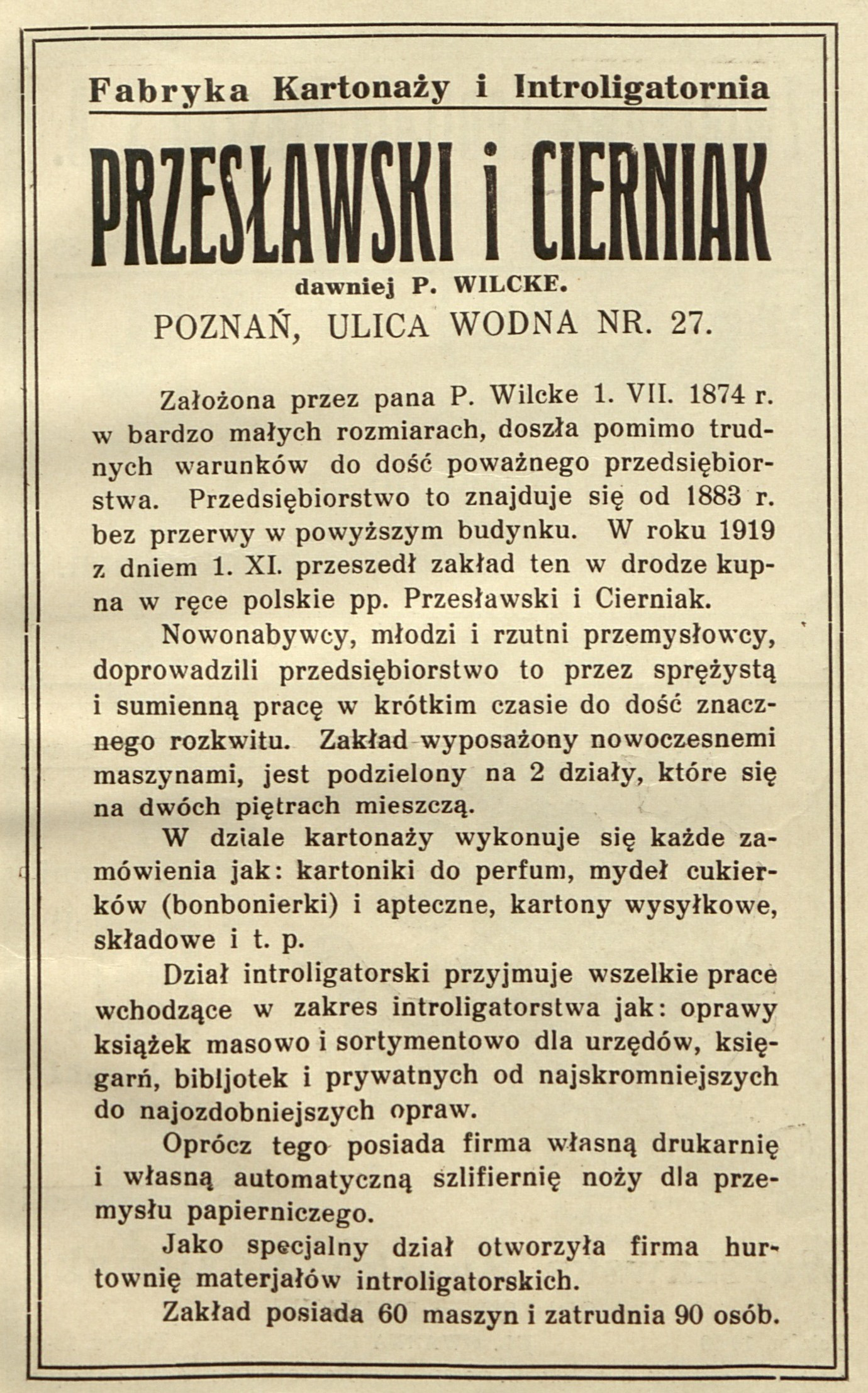
Reklama Spółki Przesławski i Cierniak z 1928 roku

Spółka Przesławski i Cierniak – przedsiębiorstwo branży papierniczej założone w 1919 roku w Poznaniu przez Józefa Przesławskiego i Stanisława Cierniaka. W jego skład wchodziła: fabryka kartonaży, introligatornia, drukarnia oraz hurtownia materiałów introligatorskich. 

## Historia
W lipcu 1874 roku rozpoczęła działalność fabryka kartonaży i introligatornia Paula Wilckego w Poznaniu. W 1883 roku zakład został przeniesiony do Pałacu Górków w Poznaniu przy ulicy Wodnej 27. Z dniem 1 listopada 1919 roku przedsiębiorstwo przeszło na własność Józefa Przesławskiego oraz Stanisława Cierniaka. Nazwę zmieniono z „P. Wilcke, Poznań” na „Przesławski i Cierniak. dawn. P. Wilcke”.  
Nowi właściciele znacznie zmodernizowali wyposażenie zakładu i podzielili jego pracę na dwa działy: fabrykę kartonaży oraz introligatornię. Z czasem dodano także drukarnię i szlifiernię noży introligatorskich wraz z hurtownią materiałów do prac introligatorskich. Jak wskazano w reklamie z 1922 roku introligatornia była w stanie wykonać dziennie 3000 broszur holendrowanych lub szytych drutem, a także wykonać do 1500 opraw książek z tłoczeniem na grzbiecie lub okładce.
Zakład rozwijał się dynamicznie, instalowano nowe maszyny napędzane silnikami elektrycznymi. Realizowano wiele zamówień na druk i oprawę nakładową książek, ksiąg adresowych oraz telefonicznych. W tym okresie zatrudnionych było blisko 90 osób, a park maszynowy liczył 60 urządzeń. Spółka realizowała wiele różnorakich zamówień. Największymi zleceniodawcami były: firma ubezpieczeniowa „Vesta”, Poczta Polska oraz firmy wydawnicze – Wydawnictwo Polskie Rudolfa Wegnera oraz Wielkopolska Księgarnia Nakładowa Karola Rzepeckiego. Zakład Przesławskiego i Cierniaka wykonywał oprawę nakładową serii „Biblioteka Laureatów Nobla”, wydawaną od 1921 roku.
W zakładzie wykształciło się wielu przyszłych mistrzów introligatorskich. W zakładzie Przesławskiego i Cierniaka praktykowali między innymi: Czesław Hejna, Tadeusz Jankowiak, Roman Ludwiczak, Stanisław Przech oraz Marian Zakrzewski. Na początku 1931 roku Spółka została rozwiązana, a majątek podzielony pomiędzy byłych współwłaścicieli. Józef Przesławski otrzymał dział introligatorski i prowadził działalność pod firmą „Józef Przesławski, Introligatornia, drukarnia i hurtownia materiałów introligatorskich w Poznaniu”. Stanisław Cierniak otrzymał dział kartonaży pod nazwą: „Stanisław Cierniak, fabryka kartonaży i drukarnia”.

## Udział w wystawach
II Targ Poznański
Wystawa odbyła się w dniach 19–27 marca 1922 roku w Poznaniu. Spółka „Przesławski i Cierniak” prezentowała swoje wyroby w Sali IV, która obejmowała: galanterię i przemysł papierowy, wyroby gliniane, ziemiopłody oraz budownictwo. 
Polska Wystawa Graficzna
Zorganizowana przez Polskie Towarzystwo Graficzne w Domu Akademickim „Bratnia Pomoc” przy ulicy św. Marcin 40. Odbyła się w dniach 27 listopada – 4 grudnia 1927 roku. Spółka przedstawiła kartonaże, oprawy książek, a w szczególności artystyczną oprawę dzieła Józefa Weyssenhoffa „Soból i Panna". 
Powszechna Wystawa Krajowa
Spółka zaprezentowała swoje wyroby w Pawilonie Przemysłu Graficznego i Papierniczego. Na stoisku wystawiono oprawy zakładowe w płótno, półskórki i całoskórki, wyroby kartonażowe oraz galanterię introligatorską. Prezentowano także oprawy półfrancuskie książek z serii „Biblioteka Laureatów Nobla” Wydawnictwa Rudolfa Wegnera. Za udział w wystawie firma Przesławskiego i Cierniaka została wyróżniona Listem Pochwalnym.